# Shingō (Aomori)
Shingō (新郷村 Shingō-mura?) es una villa localizada en la prefectura de Aomori, Japón. En octubre de 2018 tenía una población de 2.344 habitantes y una densidad de población de 15,5 personas por km². Su área total es de 150,77 km².

## Geografía

### Municipios circundantes
- Prefectura de Aomori
  - Towada
  - Gonohe
  - Nanbu
  - Sannohe
- Prefectura de Akita
  - Kazuno

## Demografía
Según datos del censo japonés, la población de Shingō ha disminuido en los últimos años.
| Año del censo | Población |
| ------------- | --------- |
| 1995          | 3.498     |
| 2000          | 3.343     |
| 2005          | 3.143     |
| 2010          | 2.851     |
| 2015          | 2.509     |